# Labastida
Labastida község Spanyolországban, Arabában. Lakosainak száma 1565 fő (2024).

## Földrajza
Labastida Zambrana, Peñacerrada-Urizaharra, San Vicente de la Sonsierra, Briones, Gimileo, Haro, Briñas és Miranda de Ebro községekkel határos.

## Népesség
A település lakosságának változását az alábbi diagram mutatja:
| Lakosok száma | 1275 | 1334 | 1434 | 1494 | 1470 | 1489 | 1460 | 1452 | 1532 | 1565 |
|               | 2001 | 2004 | 2006 | 2009 | 2011 | 2014 | 2016 | 2019 | 2021 | 2024 |